# Project Gotham Racing
 (novembre 2018).
Si vous disposez d'ouvrages ou d'articles de référence ou si vous connaissez des sites web de qualité traitant du thème abordé ici, merci de compléter l'article en donnant les références utiles à sa vérifiabilité et en les liant à la section « Notes et références ».
Project Gotham Racing est un jeu vidéo de course de voiture sorti sur Xbox en 2001 et développé par Bizarre Creations.
Avec plus d'un million de ventes rien qu'aux États-Unis, Project Gotham Racing est l'un des jeux les plus vendus sur Xbox.